# Evangelische Kirche (Fleisbach)

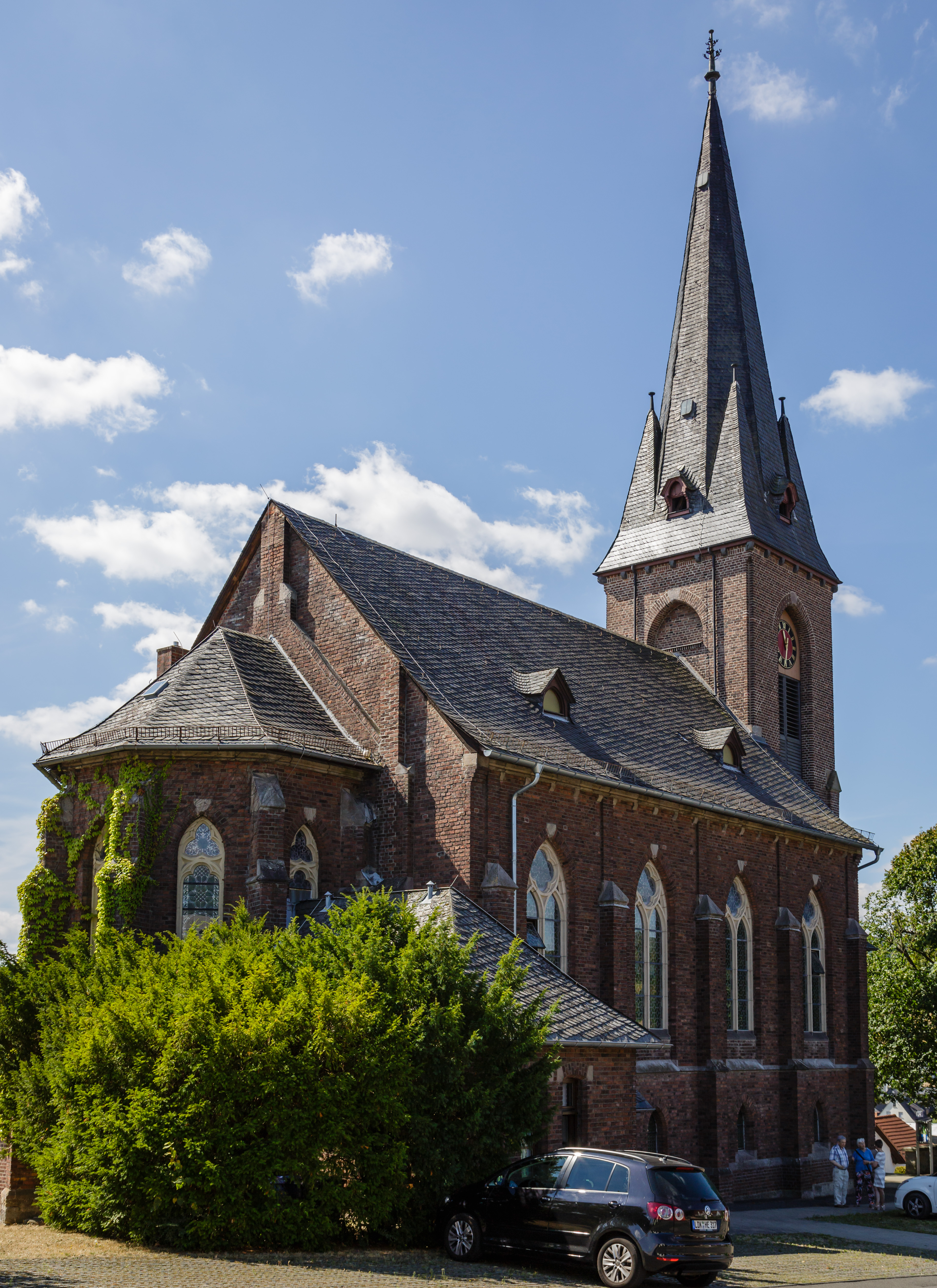
Evangelische Kirche

Die Evangelische Kirche Fleisbach ist ein denkmalgeschütztes Kirchengebäude in Fleisbach, einem Ortsteil der Gemeinde Sinn im Lahn-Dill-Kreis (Hessen). Die Kirchengemeinde gehört zum Dekanat an der Dill in der Propstei Nord-Nassau der Evangelischen Kirche in Hessen und Nassau.

## Beschreibung
Die alte Kapelle, deren Standort sich in der Nähe des heutigen Kindergartens befand, musste wegen Baufälligkeit abgebrochen werden. Dafür wurde die neugotische Emporenhalle nach einem Entwurf von Ludwig Hoffmann aus Backsteinen gebaut. Ihre Grundsteinlegung war am 9. Mai 1887, ihre Einweihung am 23. September 1888. Sie besteht aus dem Kirchturm im Westen, dem Langhaus aus vier Jochen und einem Chor mit polygonalem Abschluss. Der Kirchturm ist mit einem spitzen, achtseitigen, schiefergedeckten Helm bedeckt, der von vier Ecktürmchen flankiert wird. In beiden Weltkriegen fielen jeweils zwei der drei Kirchenglocken der Rüstungsindustrie zum Opfer. Sie wurden im Jahre 1960 von der Glocken- und Kunstgießerei Rincker neu gegossen. Im Langhaus wurde 1951 eine Flachdecke eingezogen. 
Der Innenraum wurde Anfang der 1980er Jahre neu gestaltet. Die ursprüngliche Kirchenausstattung wurde ergänzt. Über dem Altar wurde eine Skulptur angebracht, die aus einem lateinischen Kreuz besteht, um das sich Szenen aus dem Evangelium spiralförmig winden, die den Weg zum Glauben darstellen.

## Orgel
Die Orgel mit zehn Registern auf zwei Manualen und einem Pedal wurde 1889 von Gustav Raßmann gebaut. Die ursprüngliche Disposition lautete:
| I Manual C–      |     |
| Lieblich Gedackt | 16′ |
| Prinzipal        | 8′  |
| Hohlflöte        | 8′  |
| Octave           | 4′  |
| Mixtur III       |     |

| II Manual C–     |    |
| Lieblich Gedackt | 8′ |
| Salicional       | 8′ |
| Flöte travers    | 4′ |

| Pedal C– |     |
| Subbass  | 16′ |
| Violon   | 16′ |

In den 1960er und 1970er Jahren erfolgte ein Umbau. Dabei wurde nur der Salicional 8′ gegen eine Quinte 1 1⁄3′ eingetauscht, die später durch eine Quinte 2 2⁄3′ ersetzt wurde. Später wurden weitere Änderungen vorgenommen. Die heutige Disposition lautet wie folgt:
| I Manual C– |    |
| Prinzipal   | 8′ |
| Hohlflöte   | 8′ |
| Octave      | 4′ |
| Flöte       | 2′ |
| Mixtur III  |    |

| II Manual C–     |       |
| Lieblich Gedackt | 8′    |
| Flöte traverse   | 4′    |
| Quinte           | 2 ⁄3′ |

| Pedal C–    |     |
| Subbass     | 16′ |
| Gedecktbass | 4′  |